# Багха (подокруг)
Багха (бенг. বাঘা, англ. Bagha) — подокруг на северо-западе Бангладеш. Входит в состав округа Раджшахи. Административный центр — город Багха. Площадь подокруга — 184,25 км². По данным переписи 1991 года численность населения подокруга составляла 178 763 человека. Плотность населения равнялась 835 чел. на 1 км². Уровень грамотности населения составлял 26,2 %. Религиозный состав: мусульмане — 93,07 %, индуисты — 6,84 %, прочие — 0,09 %.